# Jeannou Lacaze
Jeannou Lacaze (ur. 11 lutego 1924 w Hue, zm. 1 sierpnia 2005 w Paryżu) – francuski wojskowy i polityk, generał armii, w latach 1981–1985 szef Sztabu Generalnego Sił Zbrojnych, eurodeputowany III kadencji.

## Życiorys
Urodził się w Indochinach Francuskich w rodzinie urzędnika kolonialnego. Działał w ruchu oporu w okresie II wojny światowej. Absolwent szkoły średniej w Bordeaux, a następnie francuskich szkół wojskowych, w tym École spéciale militaire de Saint-Cyr i École supérieure de guerre. Studiował również na Sorbonie oraz w instytutach wojskowych CHEM oraz IHEDN.
Służył początkowo w Legii Cudzoziemskiej. Był żołnierzem w Indochinach Francuskich, gdzie został poważnie ranny w 1948, a także w Algierii i Maroku. Otrzymywał kolejne stopnie oficerskie, pułkownikiem został w 1968. Następnie nominowany kolejno na trzy pierwsze stopnie generalskie (1974, 1977, 1979). Od 1968 był dowódcą 2 Cudzoziemskiego Pułku Powietrznodesantowego, dowodził nim. m.in. w czasie interwencji francuskiej w Czadzie (1969). Pracował później również w wojskowym wywiadzie i kontrwywiadzie SDECE. W 1977 objął dowództwo 11 Brygady Powietrznodesantowej, uczestniczył m.in. w operacji ewakuacji obcokrajowców z miasta Kolwezi w Zairze (1978).
W 1980 został gubernatorem wojskowym Paryża, a w 1981 w randze generała armii szefem Sztabu Generalnego Sił Zbrojnych. Stanowisko to zajmował do 1985, gdy z uwagi na wiek przeszedł w stan spoczynku. Przez kolejne cztery lata pełnił funkcję specjalnego doradcy ministra obrony do spraw kontaktów z krajami afrykańskimi.
W wyborach w 1989 z ramienia koalicji centrystów i gaullistów (z rekomendacji Narodowego Centrum Niezależnych i Chłopów) uzyskał mandat posła do Parlamentu Europejskiego III kadencji, który wykonywał do 1994. Na początku lat 90. kierował założonym przez siebie ruchem politycznym Union des indépendants. Opublikował książkę Le Président et le champignon.
Odznaczony m.in. Krzyżem Wielkim Legii Honorowej. Ze względu na swój charakter i małomówność zyskał przydomek „Sphinx”.